# Carcinome à cellules chromophobes
 (juin 2015).
Si vous disposez d'ouvrages ou d'articles de référence ou si vous connaissez des sites web de qualité traitant du thème abordé ici, merci de compléter l'article en donnant les références utiles à sa vérifiabilité et en les liant à la section « Notes et références ».
Le carcinome rénal chromophobe ou carcinome à cellules chromophobes est caractérisé par l'hypodiploïdie (perte 1,2,6,10,13,17,Y).
Diagnostic différentiel avec l'oncocytome.
Au niveau macroscopique :
- Tumeur bien délimitée.
- Taille de 1 à 30 cm
- Brun chamois
- Rarement cicatrice centrale (ressemble fort à l'oncocytome mais sans cicatrice centrale)

Au niveau microscopique :
- nappes, travées, tubes.
- Cellules de grande taille, pseudo-végétale, halo clair périnucléaire, cytoplasme éosinophile